# Viareggio Beach Soccer 2021
Questa voce raccoglie le informazioni riguardanti del Viareggio Beach Soccer nelle competizioni ufficiali della stagione 2021.

## Stagione
Il Viareggio U-20 è campione d'Italia battendo la Lazio in finale.

## Maglie e sponsor
Lo sponsor principale per la stagione 2021 è Farmaè.
Lo sponsor tecnico per la stagione 2021 è Luanvi Italia.
| 1ª divisa | 2ª divisa |

## Organigramma societario
- Presidente: Massimo Moretti
- Vicepresidente: Stefano Sani
- Direttore generale: Stefano Cinquini
- Direttore tecnico:
- Segretaria:
- Addetto stampa:

## Organico

### Giocatori SENIOR
| N° | Naz.                | Ruolo      | Sportivo             |  |  |  |
| -- | ------------------- | ---------- | -------------------- |  |  |  |
| 1  | Italia (bandiera)   | Portiere   | Carpita Andrea       |  |  |  |
| 18 | Italia (bandiera)   | Difensore  | Gemignani Michele    |  |  |  |
| 2  | Italia (bandiera)   | Difensore  | Pacini Marco         |  |  |  |
| 6  | Svizzera (bandiera) | Attaccante | Sandro Spaccarotella |  |  |  |
| 4  | Svizzera (bandiera) | Esterno    | Philipp Renè Borer   |  |  |  |
| 7  | Italia (bandiera)   | Laterale   | Gianmarco Genovali   |  |  |  |
| 8  | Italia (bandiera)   | Attaccante | Simone Marinai       |  |  |  |
| 9  | Svizzera (bandiera) | Attaccante | Dejan Stankovic      |  |  |  |
| 21 | Brasile (bandiera)  | Esterno    | ZÉ LUCAS             |  |  |  |
| 11 | Italia (bandiera)   | Attaccante | Alessandro Remedi    |  |  |  |
| 12 | Italia (bandiera)   | Portiere   | Santini Gianni       |  |  |  |
| 5  | Italia (bandiera)   | Laterale   | Davide Minichino     |  |  |  |
| 10 | Svizzera (bandiera) | Esterno    | Noell Robin Ott      |  |  |  |
| 20 | Italia (bandiera)   | Attaccante | Giacomo Valenti      |  |  |  |
| 17 | Italia (bandiera)   | Esterno    | Dario Benedetti      |  |  |  |
| 22 | Italia (bandiera)   | Portiere   | D’Onofrio Gabriele   |  |  |  |

### Staff tecnico
- 1º Allenatore:  Stefano Santini
- 2º Allenatore:  Massimo Belluomini
- Prep. atletico:  Andrea Ferrari.
- Prep. portieri:  Emiliano Diridoni

### Giocatori UNDER-20
| N° | Naz.              | Ruolo    | Sportivo           |  |  |  |
| -- | ----------------- | -------- | ------------------ |  |  |  |
| 1  | Italia (bandiera) | Portiere | Matteo Manfredi    |  |  |  |
| 24 | Italia (bandiera) | Esterno  | Ghilarducci Matteo |  |  |  |
| 4  | Italia (bandiera) | Esterno  | Matteo Cosci       |  |  |  |
| 10 | Italia (bandiera) | Esterno  | Saetta Carmine     |  |  |  |
| 18 | Italia (bandiera) | Esterno  | Luigi Fantinato    |  |  |  |
| 22 | Italia (bandiera) | Portiere | Alessandro Morbini |  |  |  |
| 12 | Italia (bandiera) | Portiere | Matteo Moretti     |  |  |  |
| 21 | Italia (bandiera) | Esterno  | Fiale Andrea       |  |  |  |
| 19 | Italia (bandiera) | Esterno  | Ali Alberto        |  |  |  |
|    | Italia (bandiera) | Esterno  | Bertacca Luca      |  |  |  |
| 14 | Italia (bandiera) | Esterno  | Matteo Santini     |  |  |  |
| 23 | Italia (bandiera) | Esterno  | Pugliese Fabio     |  |  |  |
| 29 | Italia (bandiera) | Esterno  | Fazzini Tommaso    |  |  |  |

### Staff tecnico
- 1º Allenatore:  Belluomini Massimo
- 2º Allenatore:  Vania Gianni
- Prep. atletico:  Biagini Marco
- Prep. portieri:  Emiliano Diridoni

## Palmares Personali
- Tommaso Fazzini Miglior giocatore italiano Under 20 2021
- Matteo Manfredi Miglior portiere italiano Under 20 2021.